# Tokyo Dome
Tokyo Dome (東京ドーム Tōkyō Dōmu?) (en español: Cúpula de Tokio) es un estadio cubierto situado en el barrio de Bunkyō en Tokio, Japón. Fue construido sobre los terrenos del recinto deportivo de Kōrakuen e inaugurado el 17 de marzo de 1988. Desde entonces es utilizado para albergar grandes conciertos y competiciones deportivas, siendo la sede de los Yomiuri Giants de la Liga Japonesa de Béisbol Profesional.

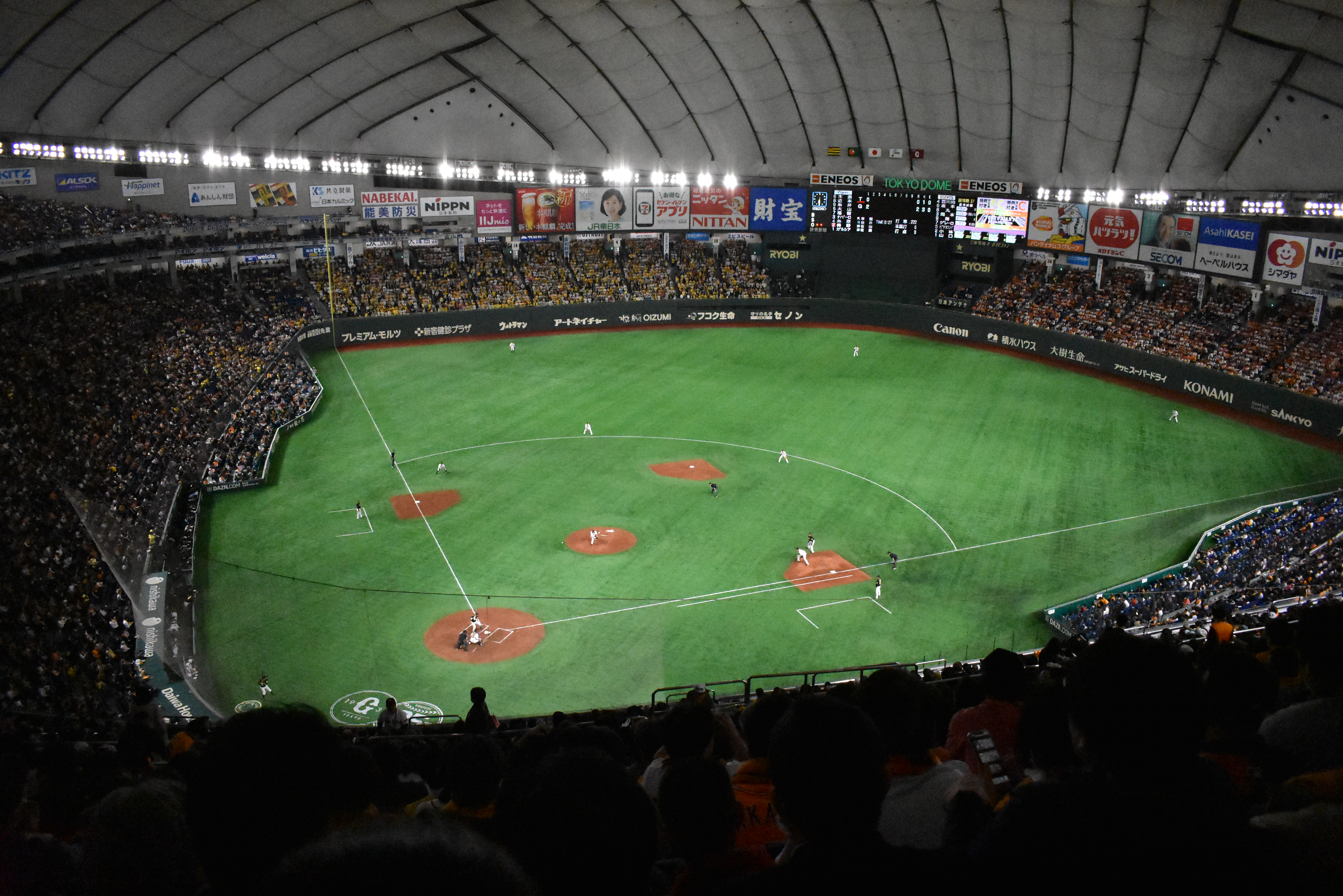
El momento del juego en Tokio Dome

El aforo del domo es de 45 600 espectadores en partidos de béisbol, ampliable hasta las 52 000 localidades en otras competiciones deportivas como lucha libre profesional, boxeo, artes marciales mixtas y fútbol americano. Para conciertos tiene una capacidad máxima superior a los 57 000 espectadores.

## Características
La construcción del Tokyo Dome estuvo inspirada en el estadio multiusos Metrodome de Mineápolis (1982-2013). Su techo en forma de domo está cubierto por dentro con una cúpula flexible inflable; para mantener la diferencia de presión hay 36 ventiladores y un sistema de esclusas de aire.
El edificio ocupa un área de 46 755 m², mientras que la superficie es de 13 000 m². Respecto al campo de béisbol, de césped artificial FieldTurf, la altura de la valla es de 100 m en los extremos y de 122 m en el centro del outfield.
El Tokyo Dome forma parte de un complejo mayor en el barrio de Bunkyō, conocido como Tokyo Dome City, que dispone de parques de atracciones, aguas termales, hoteles, una galería de arte, el pabellón deportivo Kōrakuen y el pabellón multiusos City Hall. Puede llegarse en transporte público a través de las estaciones de Kōrakuen (Metro de Tokio), Suidōbashi (JR East) y Kasuga (Metro Toei).

## Historia
El Tokyo Dome fue inaugurado el 17 de marzo de 1988 como el primer estadio cubierto de béisbol de Japón, con un partido de exhibición entre los mejores jugadores de la Liga Japonesa de Béisbol Profesional. La construcción se hizo sobre los terrenos del recinto deportivo de Kōrakuen, corrió a cargo de Corporación Takenaka y tuvo un coste total de 35 000 millones de yenes (unos 280 millones de dólares). Tres días más tarde acogió el campeonato unificado del peso pesado de boxeo entre Mike Tyson y Tony Tubbs.
Desde su apertura es el estadio de los Yomiuri Giants, de la Liga Japonesa de Béisbol Profesional. También fue utilizado por Nippon-Ham Fighters hasta que la franquicia se trasladó a Sapporo en 2004. A pesar de que los aficionados japoneses al béisbol tenían recelos sobre un estadio cubierto, el Tokyo Dome resultó un éxito y sirvió de inspiración para construir otros recintos cubiertos en el país, como el Domo de Osaka y el Domo de Sapporo.
El Tokyo Dome fue sede de la final del K-1 World Grand Prix de kickboxing desde 1997 hasta 2006. También albergó siete eventos de artes marciales mixtas de PRIDE FC entre 1997 y 2003.
Allí se han realizado numerosos espectáculos de lucha libre profesional. New Japan Pro-Wrestling organizó Battle Satellite en 1989, Super Fight en 1990, y un super evento cada 4 de enero desde 1992, actualmente denominado Wrestle Kingdom. En 1990 se realizó allí el Wrestling Summit en colaboración entre NJPW, AJPW y WWF. La WWF realizó otros dos eventos en 1991, en este caso junto con Super World of Sports.
En lo que respecta a conciertos musicales, el primer artista en actuar en el Tokyo Dome fue Mick Jagger el 22 y 23 de marzo de 1988, dentro de su gira mundial en solitario, mientras que Hound Dog se convirtió en el primer grupo japonés. El recinto alcanzó fama internacional gracias a la gira Bad World Tour de Michael Jackson, quien actuó en nueve conciertos en diciembre de 1988 para un total de 405 000 espectadores. También es de destacar, que los Guns N' Roses realizaron uno de los conciertos más famosos del rock. Las grabaciones en vivo de la gira, más tarde se publicaron como dos videos: DVD set, Use Your Illusion I y II, con imágenes de un concierto de 1992 en Tokio, Japón y también proporcionaron contenido para el disco en vivo Live Era: '87-'93., el Tokio Dome.
El 29 de marzo del 2000 el Tokyo Dome acogió un partido de las Grandes Ligas de Béisbol entre Chicago Cubs y New York Mets, siendo la primera visita de la liga norteamericana a Japón. Desde entonces, la MLB ha organizado algunos partidos de inicio de temporada en ese campo. También ha acogido partidos de exhibición de fútbol americano desde 1989 hasta 2005.
El 26 de febrero de 2023, Yuzuru Hanyu, patinador artístico japonés y dos veces campeón olímpico, realizó un show de hielo llamado Gift. Este show fue la primera vez en que una pista de hielo fue instalada en el Tokyo Dome. El show fue dirigido en colaboración con la coreógrafa japonesa Mikiko. El 14 de julio de 2023, Disney Plus comenzó a distribuir la grabación del ice show internacionalmente bajo el nombre de Yuzuru Hanyu Ice Story 2023 "Gift" at Tokyo Dome.